# Jasmin Burić
Jasmin Burić (* 18. Februar 1987 in Zenica, Jugoslawien) ist ein bosnisch-herzegowinischer Fußballtorwart. Er spielt in der polnischen Ekstraklasa.

## Karriere

### Verein
Burić spielte in seiner Jugend für NK Čelik Zenica. Dort schaffte er auch den Sprung in die erste Mannschaft und bestritt 81 Spiele in der bosnischen Premijer Liga. Im Januar 2009 wechselte er zum polnischen Erstligisten Lech Posen. Zunächst kam er in der zweiten Mannschaft, die in der separaten Nachwuchsliga Młoda Ekstraklasa spielt, zum Einsatz. In den folgenden Jahren kam er dann auch in der Ekstraklasa zum Einsatz, konnte sich aber bisher noch nicht über eine längere Zeit durchsetzen.

### Nationalmannschaft
Burić spielte für die U-19 und die U-21 des bosnisch-herzegowinischen Fußballverbandes. Sein erstes A-Länderspiel für die bosnisch-herzegowinische Fußballnationalmannschaft bestritt er im Juni 2008 gegen Aserbaidschan.

## Erfolge
- Polnischer Pokalsieger: 2009
- Polnischer Meister: 2010, 2015
- Polnischer Supercupsieger: 2009, 2015, 2016